# Weinmannia dzieduszyckii
Weinmannia dzieduszyckii – gatunek onatnii z rodziny radziliszkowatych (Cunoniaceae). Występuje naturalnie w północno-zachodniej części Peru.
W Peru bywa nazywany także panrro.

## Systematyka
Pozycja według APweb (aktualizowany system APG III z 2009)
Gatunek z rodziny radziliszkowatych (Cunoniaceae) należącej do rzędu szczawikowców (Ozalidales) reprezentującego dwuliścienne właściwe.

## Rozmieszczenie geograficzne
Gatunek został zaobserwowany na terenie peruwiańskich regionów Amazonas, Cajamarca, Lambayeque oraz Piura na wysokości od 380 do 3320 m n.p.m. Według innych źródeł występuje także na obszarze Ekwadoru (prowincja Carchi) i Boliwii.

## Zastosowanie
Gatunek ma zastosowanie w budownictwie. Wykonywane są z jego drewna konstrukcje domów, drzwi, meble, balustrady, okna, czy skrzynie. Służy także jako drewno opałowe lub do produkcji węgla drzewnego